# Famille de Langlade
Pour les articles homonymes, voir Langlade.
La famille de Langlade est une famille de la noblesse française subsistante, originaire du Gévaudan. 
Elle compte parmi ses membres un archiprêtre des Cévennes, un lieutenant général des armées et un général de corps d'armee.

## Patronyme
Il ne faut pas confondre cette famille avec les familles Ponchet, devenue Ponchet de Langlade au XXe siècle, et Girot de Langlade.

## Histoire
(septembre 2024).

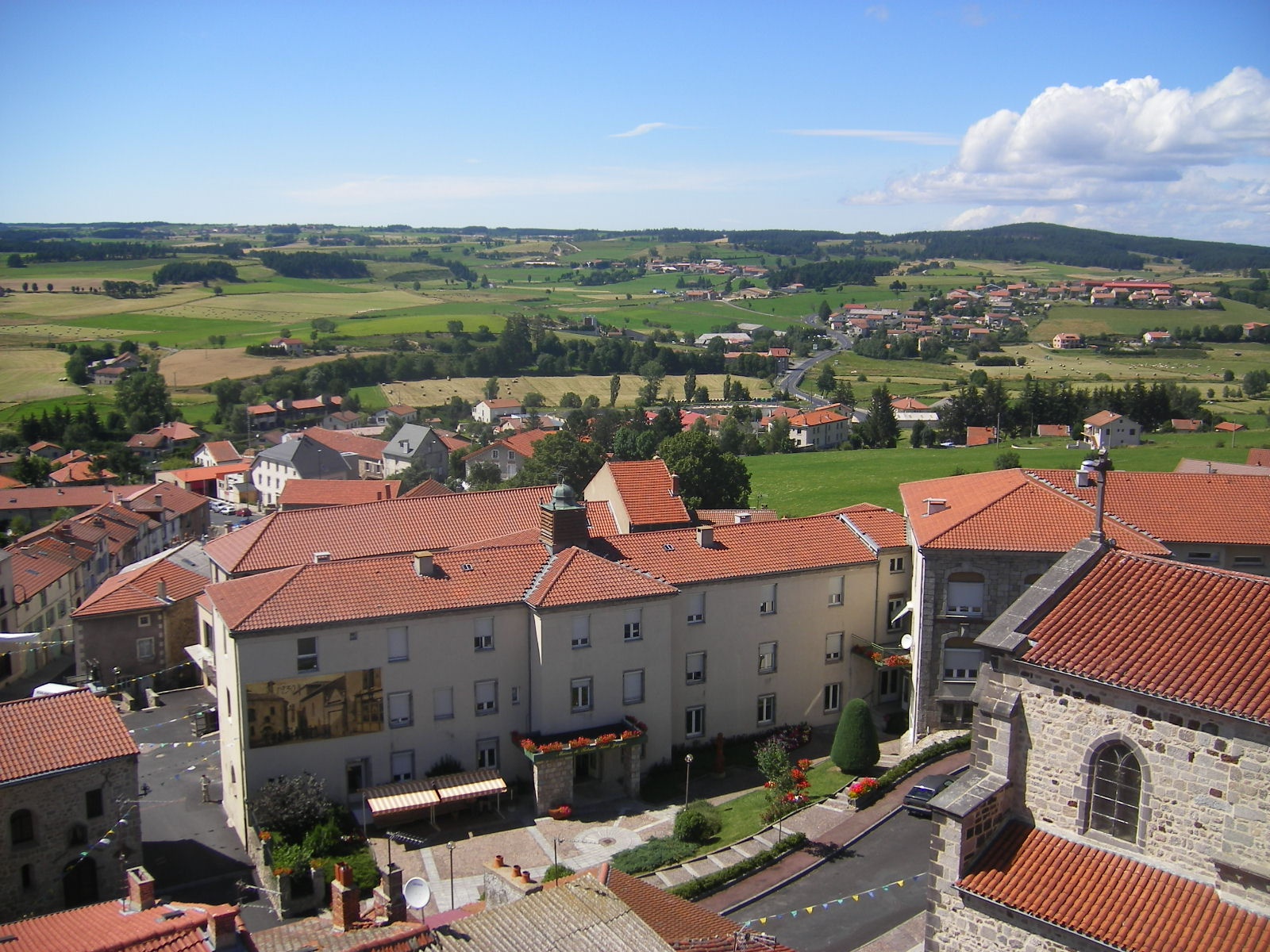
Saugues.

Les pays d'Auvergne.

La famille de Langlade est originaire du bourg de Saugues en Gévaudan (toutefois aujourd'hui en Haute-Loire), puis certains de ses membres sont mentionnés au diocèse de Mende en Gévaudan,.
C'est le 14 mai 1652, à l'initiative de cinq honorables habitants de Saugues : Antoine de Langlade, seigneur de Courère, Jacques de Langlade, seigneur de La Valette, tous deux chanoines de la collégiale Saint-Médard, ainsi que de Jacques de Langlade, Benoît Paparic et Antoine Pichot que fut fondée à Saugues, avec l'autorisation de l'évêque de Mende, une confrérie de Pénitents Blancs. ».[réf. nécessaire]
Nous trouvons les informations suivantes dans le registre 116 de Bernard Chérin :
La filiation rapportée par la maintenue en la noblesse de 1700 remonte à noble Jacques de Langlade, seigneur de la Vialle, qui fait son testament le 5 avril 1596. Dans cet acte ce personnage « juge et habitant de la ville de Saugues » demande à être inhumé dans la chapelle du Saint-Esprit dans l'église Saint-Médard de Saugues au tombeau de ses prédécesseurs. Il avait épousé Catherine de Planchette (ou Catherine Planchette). Ils ont quatre garçons et deux filles, les garçons se prénomment Jacques, Antoine, Guillaume et Jean. Jacques est lieutenant au bailliage de Saugues, Guillaume est licencié en droits, Jean est jésuite. Guillaume a épousé Catherine Averon, ils ont un fils prénommé Alexandre. Sur Alexandre la maintenue en la noblesse stipule : Noble Alexandre de Langlade, écuyer, sieur de Montgros, a épousé en 1661 demoiselle Vitalle Bouscharen, fille du sieur Pierre Bouscharen, bourgeois, et de demoiselle Louise Dagulhac. Chérin indique en marge du texte « Alexandre Langlade, du diocèse de Mende » et il mentionne que l'acte de filiation qui a été présenté pour ce personnage (« noble Alexandre de Langlade ») est faux car l'écriture n'est pas d'époque. Alexandre, est condamné en 1668 pour usurpation de noblesse par Claude Bazin de Bezons, intendant du Languedoc,. Quelques décennies plus tard son fils, Pierre, qui avait également été condamné en 1668 (Chérin mentionne Pierre Langlade, le jeune, du même diocèse, condamné pour usurpation de noblesse) se fait maintenir noble en 1700 sur preuves du testament en 1596 de noble Jacques de Langlade, seigneur de la Vialle, juge et habitant de la ville de Saugues,. 
L'arrêt du Conseil obtenu en 1787 - à la suite d'une saisine de la famille - a confirmé en tant que de besoin le jugement de 1700 en reprenant la généalogie alors présentée qui donnait des qualifications nobiliaires à tous ses membres depuis 1596.
La famille de Langlade s'est divisée en deux branches, celle du Chayla (éteinte) et celle de Montgros (subsistante). La branche de Montgros est membre de l'association d'entraide de la noblesse française depuis 1994.
Sur la généalogie de la branche du Chayla il est noté dans les Dossiers bleus que tous les titres qu'ils ont produits en 1626 (et/ou 1678 ?) sont faux.

## Personnalités
- François de Langlade du Chayla (1647-1702), archiprêtre des Cévennes, inspecteur des missions catholiques, son assassinat fait partie des affrontements liés à la guerre des camisards
- Nicholas Joseph Balthazar de Langlade (branche du Chayla) (vers 1685 - 1754), lieutenant général des armées sous le règne du roi Louis XV, chevalier de Saint-Louis, chevalier du Saint-Esprit[réf. nécessaire]
- Jacques Langlade de Montgros (branche de Montgros) (né en 1969), général de corps d'armée, directeur du renseignement militaire

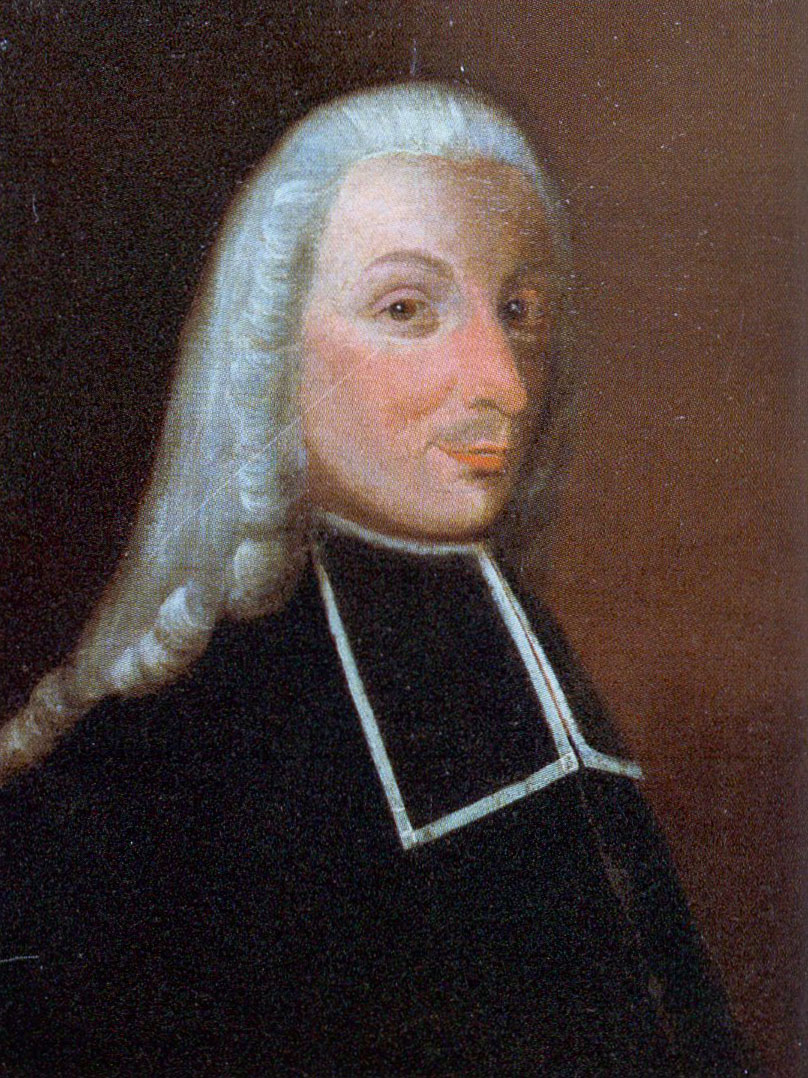
François de Langlade du Chayla (1647-1702)

## Alliances
Les principales alliances de la famille de Langlade sont : de Planchette (ou Planchette) (XVIe siècle), Averon, d'Apchier (XVIIe siècle, avant 1647), Bouscharen (1661 et 1752), Valentin, de la Vayssière de Cantoinet (1788), de Molette de Morangiès (1806), Lossat.